# Pepeta Ramos Ramos
Pepeta Ramos Ramos (Barcelona, 1890 – Barcelona, 15 de maig de 1970), coneguda com La Goyita, va ser una de les cupletistes més admirada de Barcelona. Algunes de les seves cançons són l'Amor de muñecos, Mi Luis, Batallón de modistillas, Madre, cómprame un negro, Al Uruguay i Es mi Manuel. També estrena cançons catalanes com La Mare i La dona de tothom.

## Biografia
Filla d'un actor argentí i de la cantant de sarsuela valenciana Concha Ramos, Pepeta Ramos adquireix uns primers coneixements musicals amb el seu mestre Reguant i comença a actuar dalt dels escenaris d'alguns teatres de Barcelona, com l'Edèn Concert.
El 1911, l'èxit de La Goya la condueix a buscar-se una pròpia identitat artística, i serà l'any següent quan La Goyita es presenti com a tal al Teatre Gayarre. Més endavant, quan assoleixi un cert èxit, s'haurà d'enfrontar al món legal i mediàtic per tal de reprimir l'impuls fanàtic d'una cantant sevillana que es voldrà fer dir amb el mateix nom.
A partir de l'any 1912, després d'una gira per València i un triomf al Moulin Rouge, La Goyita actuava en gairebé tots els escenaris de Paral·lel. Així com la seva actuació al Teatre Romea de Madrid no va tenir gran èxit, les seves funcions a l'Arnau o al Teatre Espanyol de Barcelona constaven d'un públic molt admirador de la seva figura i era considerada com una “autèntica diva”.
És evident que la mateixa veu cantant en solitari no garanteix la fama, així que cal destacar l'humorista Rafael Arcos, qui va contribuir en cultivar el seu costat còmic fent duo amb ella en el tema Si vas a París papà i en l'estrena de Madre, cómprame un negro, Al Congo, Al Uruguay i Ay chata, entre d'altres. El cantant còmic Carlos Hidalgo Baldomero també va posar el seu granet de sorra mentre era parella artística de La Goyita. Amb ell va gravar la música que s'adoptaria a l'anunci de TBO, Yo quiero un TBO, tots dos acompanyats per l'orquestra Los Crazy Boys, sota la direcció de Pasqual Godes i Terrats.
Fins als anys 30, La Goyita havia sabut generar un bon producte artístic i l'havia promogut tot gravant discs tant en solitari com amb altres artistes, com el ja citat Baldomerito o Rafaelito Díaz, "El negrito". Havia col·laborat també amb les bandes Demon Orquesta i Washington Orchestra de Barcelona. Però a partir d'aquesta data, les seves aparicions als escenaris van començar a disminuir, així que el seu èxit va decaure considerablement. Va continuar actuant en alguns homenatges fins a l'any 1954, amb Lolita Medina com a parella artística en algunes ocasions, però cal dir que l'última etapa de la seva vida es caracteritza per l'oblit de la seva figura i per les conseqüències econòmiques que això comporta. Durant els seus últims dies romandrà en coma a l'hospital Sant Pau degut a una hemiplegia fins a la seva mort al maig de 1970.